# Kropotkinszkaja metróállomás
A moszkvai metrónak az 1-es számú, piros színnel jelzett, Szokolnyicseszkaja nevű vonalán található Kropotkinszkaja állomása a Hamovnyiki kerületben, a főváros Központi közigazgatási körzetében fekszik. 1935. május 15-én, a moszkvai metró első szakaszának átadásakor nyitották meg. Szomszédos állomásai a Bibliotyeka imenyi Lenyina és a Park Kulturi. Tervezik átszállóhely létesítését itt a leendő Kalinyinszko–Szolncevszkaja vonalra.
Neve 1957-ig Szovjetek palotája volt, a közelben tervezett grandiózus építményről, ami végül nem készült el; ezért átnevezték az ugyancsak közeli Kropotkinszkije Vorota tér (a 21. században Ploscsagy Precsisztyenszkije Vorota) és Kropotkinszkaja ulica (Precsisztyenka) nyomán. A név végső forrása Pjotr Alekszejevics Kropotkin herceg, földrajztudós és utazó, az anarchizmus teoretikusa, aki ebben a városrészben élt.
Az állomás tervei nagydíjat nyertek az 1937-es párizsi világkiállításon és az 1958-as brüsszeli világkiállításon, valamint 1941-ben Sztálin-díjat kaptak.

## Építészete
A Gogolevszkij bulváron található jellegzetes félköríves díszítményű felszíni fogadóépületet Szamuil Mironovics Kravec építész tervezte. 1997-ben egy új, északi kijáratot is kapott az állomás, ami a Megváltó Krisztus-székesegyház megközelítését könnyíti meg.
A kéreg alatti, 13 méter mélyen fekvő metróállomás oszlopos szerkezetű, három hajós. Egyedi tervek alapján épült Alekszej Nyikolajevics Duskin építész irányításával, monolit betonból. A világos, jól áttekinthető vonalú terveket az ókori Egyiptom építészete inspirálta. Az állomás nagy forgalomra készült, de a többi környező állomásmegépítése miatt a terhelés csökkent, a 21. században a hatalmas terem kihasználtsága alacsony.
Az állomás oszlopait és szélső falait az uráli Koelga lelőhely világosszürke márványával burkolták (az 1950-es évek végéig a falakat fajanszcsempék borították). A padlózatot rózsaszín és szürke gárnitlapok borítják sakktáblaszerű elrendezésben. A világítótesteket az oszlopfőkbe szerelték.

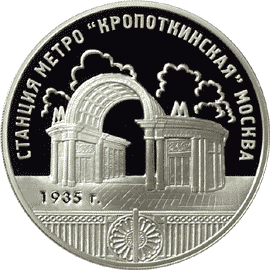
A bejárati épület pénzérmén

## Kulturális vonatkozások
2005-ben Oroszország Bankja (Bank Rossziji, Банк России) az orosz építészeti műemlékekről készült sorozat keretében 3 rubeles értékben, 10 000 példányban ezüstérmét bocsátott ki a Kropotkinszkaja állomás felszíni épületének képével.
2010 május 16-án éjjel az állomáson koncertet tartott a Kreml kamarazenekar., ezzel egyfajta tradíciót teremtett; a 2010-es években még számos más hasonló éjszakai kulturális eseményre került sor az állomáson.

## Fordítás
Ez a szócikk részben vagy egészben  a(z)   Кропоткинская (станция метро) című orosz Wikipédia-szócikk ezen változatának fordításán alapul.  Az eredeti cikk szerkesztőit annak laptörténete sorolja fel. Ez a jelzés csupán a megfogalmazás eredetét és a szerzői jogokat jelzi, nem szolgál a cikkben szereplő információk forrásmegjelöléseként.